# Baranof Island
Baranof Island, a volte denominata Baranov Island oppure Sitka Island, è un'isola nella parte nord dell'arcipelago Alessandro nell'Alaska sud-orientale. La popolazione nativa dell'isola, il clan dei Tlingit la chiama Sheet'-ká X'áat'l (familiarmente Shee in breve). Scolasticamente viene ricordata come una delle isole ABC dell'Alaska.

## Geografia
A nord di Baranof si trova lo stretto Cross Sound, che la separa dalla più vicina e settentrionale Chichagof Island. L'isola Baranof ha un'estensione di 4064 km², (1.607 M²), il che la rende la 137ª isola più grande del mondo, e misura 160 km e 48 km nei punti più lungo e più largo. Baranof Island è l'isola più montuosa dell'Arcipelago Alexander, l'ottava più grande dell'Alaska, paragonabile per forma ed estensione allo Stato del Delaware. La popolazione dell'isola era di 8 532 abitanti secondo il censimento USA del 2000.
Quasi tutta l'area dell'isola forma parte della città e comune di Sitka (Sitka si estende parzialmente anche a nord, nell'isola Chichagof). I villaggi di Baranof Warm Springs, Port Armstrong, e Port Walter si trovano nella parte est dell'isola.

### Baie, insenature e canali
La costa dell'isola è molto frastagliata, specialmente dal lato del Pacifico, e comprende moltissimi canali, stretti, baie e insenature.

### Promontori marini
Lungo la costa dell'isola sono presenti molti promontori, alcuni provvisti di fari segnalatori.

### Laghi
All'interno dell'isola sono presenti molti laghi di origine glaciale.

### Monti e picchi montuosi
All'interno dell'isola sono presenti molti monti, picchi e catene montuose.

### Fiumi e cascate
All'interno dell'isola sono presenti diversi fiumi e cascate.

### Penisole
Nell'isola di Baranof sono indicate le seguenti penisole:
- Penisola di Duffield (Duffield Peninsula)[2] 57°30′09″N 135°25′55″W - La penisola di Diffield si trova nella parte settentrionale dell'isola di Baranof. A nord e a ovest è circondata dallo stretto di Peril (Peril Strait), mentre a sud-est è bagnata dalla baia di Rodman (Rodman Bay). Massima elevazione: 865 m s.l.m.[3]. Massima dimensione della penisola: 13 chilometri. La penisola è stata nominata nel 1895 dal tenente comandante E. K. Moore, della US Navy, in onore del generale William Ward Duffield (1841-1907), generale della guerra civile, ingegnere e sovrintendente degli Stati Uniti.
- Penisola di Kekur (Kekur Peninsula)[4] 56°23′21″N 134°55′46″W -  La penisola è lunga 3 - 4 chilometri e la massima elevazione è di 184 metri.
- Penisola di Lisianski (Lisianski Peninsula)[5] 57°10′20″N 135°22′54″W - La penisola di Lisianski si trova nella parte centro-occidentale dell'isola di Baranof ed è bagnata a ovest dallo stretto di Nakwasina (Nakwasina Sound) e a est dalla baia di Katlian (Katlian Bay). La massima elevazione è attorno ai 280 metri; le dimensioni sono circa 4,5 chilometri per 5 chilometri. La penisola è stata nominata in una pubblicazione del 1883 da W. H. Dall (della "United States Coast Guard Academy").

## Industrie
Vi sono anche tre industrie per la lavorazione delle uova di salmone, una in Port Armstrong, l'altra proprio a nord di Baranof Warm Springs localizzata nelle Hidden Falls, l'ultima a sud, raggiungibile da Sitka tramite una strada privata, nei pressi del Medvejie Lake. Tutte queste comunità, eccetto Port Alexander, sono sotto la giurisdizione del "City and Borough of Sitka", con sede nel villaggio di Sitka.
La pesca, la lavorazione del pescato e il turismo sono le industrie importanti nell'isola, che è famosa anche per gli orsi bruni e per il cervo di Sitka.

## Storia
Il primo insediamento europeo nell'isola venne stabilito nel 1799 da Aleksandr Baranov, amministratore in capo e primo "Governor" della Compagnia russo-americana, e in suo onore gli sono stati dedicati sia l'isola che l'arcipelago in cui si trova. L'isola Baranof era il centro dell'attività russa in Nord America durante il periodo dal 1804 al 1867, e divenne il quartier generale del commercio di pellicce russo in America.
Attorno al 1900, l'isola Baranof venne sottoposta a esplorazioni minerarie di piccola scala, focalizzate in particolare attorno a Sitka e sul versante nord dell'isola, attorno a Rodman Bay. Industrie di inscatolamento, stazioni di baleniere e allevamenti di volpi si svilupparono su tutti i lati dell'isola, anche se la maggior parte venne abbandonata in seguito alla seconda guerra mondiale. I resti di questi avamposti sono ancora evidenti, anche se la maggior parte si trovano in rovina.

### Slattery Report
Nel 1939 il Rapporto Slattery, prodotto dal Dipartimento degli Interni degli Stati Uniti e che trattava del Problema dello sviluppo dell'Alaska", identificò l'isola Baranof come una delle aree dove stabilire nuovi insediamenti grazie all'immigrazione in particolare di ebrei provenienti dalle zone della Germania o dell'Austria ove erano soggetti alle oppressioni del nazismo. Questo progetto non venne neanche avviato.

## Parchi
Sull'isola sono presenti i seguenti parchi e aree protette:
- "Big Bear - Baby Bear State Marine Park" 57°25′57″N 135°33′51″W[6] - Il parco, di 4,176 chilometri quadrati, si trova a 56 chilometri a nord della città di Sitka, si trova lungo lo stretto di Peril (Peril Strait) e comprende la baia di Bear (Bear Bay) e la baia di Baby Bear (Baby Bear Bay) con nel mezzo l'isola di Bear Baby (Bear Baby Island). L'accesso al parco è principalmente via mare ed è privo di strutture per i visitatori. Le attrazioni di questo parco marino includono un ancoraggio protetto con opportunità per il campeggio, la caccia e la pesca.[7]
- Old Sitka State Historical Park 57°07′46″N 135°22′24″W - Il parco, di circa 1 chilometro quadrato, si trova a pochi chilometri (10,6 chilometri) a nord della cittadina di Sitka ed è raggiungibile tramite la strada "Halibut Point Rd". Questo sito è stato designato come monumento storico nazionale e alcuni pannelli interpretativi forniscono informazioni sulla storia di questo vecchio insediamento russo.[8]
- "South Baranof Wilderness" 56°45′22″N 134°53′32″W - è un'area naturale designata a livello federale (nel 1980) all'interno della Tongass National Forest. Copre 319.568 acri a sud della città di Sitka. L'area protegge i fiordi meridionali dell'isola scolpiti dai ghiacciai, le ripide valli, le aree forestali pluviali temperate di vecchia crescita e le montagne di granito a strapiombo sul mare.[9]

## Strade e sentieri
Strade principali dell'isola:
- "Halibut Point Rd": la strada, lunga 12 chilometri, collega Sitka con a nord il parco Old Sitka State Historical Park 57°07′46″N 135°22′24″W
- Sawmill Creek Rd ("Sitka Hwy" S-933) - Herring Cove Rd - Silver Bay Trail: è una strada lunga 22 chilometri che partendo dalla città di Sitka raggiunge verso sud la baia di Silver (Silver Bay) fino al lago Green (Green Lake) 56°59′33″N 135°05′57″W.

Sulle mappe locali sono segnati alcuni sentieri naturalistici:
- "Lake Eva Trail"[11]: il sentiero inizia nella baia di Hanus (Hanus Bay) 57°24′38″N 135°03′39″W e termina dopo 4,28 chilometri alla fine del lago Eva (Lake Eva) 57°22′33″N 135°07′05″W. Il sentiero con un dislivello di 30 metri è ideale per facili escursioni.[12]
- Mount Verstovia Trail[13]: il sentiero presenta un dislivello di circa 400 metri per una distanza di 8 chilometri e inizia dalla strada "Sawmill Creek Rd" (S-933) in prossimità della baia di Jamestown (Jamestown Bay) 57°02′32″N 135°17′15″W. Una variante del sentiero prosegue fino in cima al monte Verstovia (Mount Verstovia) a quasi 1.000 m s.l.m..[14]
- Indian River Trail[15]: il sentiero, con poco dislivello (circa 300 metri) lungo 7 chilometri, percorre la valle del fiume Indian (Indian River). Il percorso inizia alla periferia della città di Sitka alla fine della strada "Indian River Rd" 57°03′28″N 135°18′27″W. Alla fine il sentiero raggiunge una cascata.[16]
- Thimbleberry Lake-Heart Lake Trail[17]: è un facile sentiero di quasi 2 chilometri che percorre i bordi di due laghi (Thimbleberry Lake e Heat lake). L'inizio è sulla strada "Sitka Hwy" S-933 57°02′15″N 135°15′19″W; il termine è presso la baia di Sawmll (Sawmll Cove) 57°03′04″N 135°14′05″W.
- Blue Lake to Glacier Lake Trail[18]: è un breve sentiero (3,35 chilometri) che collega il lago di Blue (Blue Lake) 57°04′30″N 135°09′51″W con il lago Glacier (Glacier Lake) 57°05′41″N 135°04′43″W per un dislivello di circa 350 metri.
- "Redoubt Lake Trail"[19]: il sentiero è lungo 9 chilometri ed inizia alla fine della baia di Silver (Silver Bay) 56°58′48″N 135°08′49″W, costeggia il lago di Salmon (Salmon Lake) e quindi raggiunge il lago di Redoubt (Redoubt Lake). A circa metà percorso un bivio lungo il fiume Salmon (Salmon Creek) porta presso i laghi Lucky Chance (Lucky Chance Lakes) a circa 750 metri di quota.[20]
- "Silver Bay Trail"[21]: la partenza del sentiero è alla fine della baia di Silver (Silver Bay) 56°59′05″N 135°07′44″W e arriva fino al lago Pinta (Pinta Lake) dopo un dislivello di 730 metri e un percorso di circa 5 chilometri.